# Хезион
Хезион (др.-евр. חזיון‬, др.-греч. Άζείν; «явление, видение»; X век до н. э.) — царь Арама в конце X века до н. э.

## Биография
Основным историческим источником о Хезионе является Библия. В Третьей книге Царств в связи с событиями правления царя Иудеи Асы повествуется: «И взял Аса всё серебро и золото, остававшееся в сокровищницах дома Господня и в сокровищницах дома царского, и дал его в руки слуг своих, и послал их царь Аса к Венададу, сыну Тавримона, сына Хезионова, царю Сирийскому, жившему в Дамаске, и сказал: союз да будет между мною и между тобою, [как был] между отцом моим и между отцом твоим…» (3Цар. 15:18—19).
Изучая этот текст, историки пришли к выводу, что Хезион был правителем арамейского царства со столицей в Дамаске, и что его сыном был Табримон, а внуком — Бар-Хадад I. По мнению некоторых исследователей, Хезион тождественен более раннему царю Дамаска Ризону I. Однако такая идентификация этих лиц не подтверждена достаточно надёжными доказательствами. Поэтому, вероятно, Ризон и Хезион — два царя Арама, правившие один после другого. Так как в Библии отсутствуют упоминания о родственных связях Хезиона с Ризоном I, предполагается, что Хезион стал родоначальником новой династии царей Дамаска, правившей до 840-х годов до н. э..
О правлении Хезиона никаких сведений не сохранилось. На основании библейских текстов делается вывод, что Хезион мог получить власть над Дамаском после смерти царя Израиля Соломона, скончавшегося в 928 году до н. э. Продолжительность правления Хезиона неизвестна. Он должен был скончаться в конце X века до н. э., так как во времена иудейского царя Авии правителем Арама уже был Табримон.

## Комментарии
1. ↑  Правление Авии датируется в различных источниках 914—911[7] или 911—908 годами до н. э.[3].